# Hideo Yoshizawa
Hideo Yoshizawa (吉澤 英生 Yoshizawa Hideo?), född 10 april 1972 i Gunma prefektur, är en japansk före detta fotbollsspelare och tränare.
Yoshizawa började sin karriär 1991 i Honda FC. Han avslutade karriären 2001.
Yoshizawa har efter den aktiva karriären verkat som tränare och har tränat Honda FC, FC Ryukyu, Matsumoto Yamaga FC och Gainare Tottori.